# Wet Verhaalbaarheid Honoraria
De Wet Verhaalbaarheid Honoraria is de Belgische wet van 21 april 2007 betreffende de verhaalbaarheid van de erelonen en de kosten verbonden aan de bijstand van een advocaat. Deze wet geeft een nieuwe inhoud aan het begrip rechtsplegingsvergoeding. Zij wijzigt het Gerechtelijk Wetboek en het Wetboek van strafvordering. De wet is op 1 januari 2008 in werking getreden. De wet is van toepassing op de zaken die hangende zijn op het moment dat ze in werking is getreden. 
Door deze wet is de rechtsplegingsvergoeding voortaan een forfaitaire tegemoetkoming in de kosten en erelonen van de advocaat van de in het gelijk gestelde partij in een proces (artikel 1022, al. 1, van het Gerechtelijk Wetboek). Geen partij kan boven het bedrag van de rechtsplegingsvergoeding worden aangesproken tot betaling van een vergoeding voor de tussenkomst van de advocaat van een andere partij (artikel 1022, laatste alinea, van het Gerechtelijk Wetboek). Door deze regel werd de omvang van de schadevergoeding wegens tergend en roekeloos geding aanzienlijk beknot. 